# Усадица
Остров Уса́дица (также Усадище, фин. Usadissa-saari) — бывший остров (ныне группа островов) в дельте Невы, образованный Невой и Мойкой. Исторический центр Санкт-Петербурга, на котором расположены такие достопримечательности, как Адмиралтейство, Медный всадник и Эрмитаж.

## История
Остров Usadisa упомянут ещё на шведских картах XVII века. В 1715—1720 годы был осуществлён крупномасштабный проект по мелиорации острова: было прорыто шесть параллельных каналов от Невы до Мойки — Лебяжья канавка, Красный канал, Зимняя канавка, Мастерской канал, Ново-Адмиралтейский канал, Крюков канал.
Кроме того, были построены Адмиралтейский канал, прорыт ров вокруг Адмиралтейства, а также канал внутри Адмиралтейства.
В результате остров был разделён каналами на 14 островов, из которых до наших дней сохранилось пять: 1-й Адмиралтейский и 2-й Адмиралтейский острова, Ново-Адмиралтейский остров, остров Летний сад и Новая Голландия (так как Красный и Мастерской каналы ныне не существуют, а Адмиралтейский канал сохранился лишь частично).